# Liste des présidents du gouvernement de la Nouvelle-Calédonie
 (mai 2018).
Si vous disposez d'ouvrages ou d'articles de référence ou si vous connaissez des sites web de qualité traitant du thème abordé ici, merci de compléter l'article en donnant les références utiles à sa vérifiabilité et en les liant à la section « Notes et références ».
Cet article dresse la liste des titulaires du poste de président du gouvernement de la Nouvelle-Calédonie depuis l'approbation par référendum le 8 novembre 1998 de l'accord de Nouméa et la promulgation de la loi organique du 19 mars 1999 établissant le statut de la Nouvelle-Calédonie, jusqu'à aujourd'hui.

## Liste
| N° | Nom                    | Nom | Début de mandat | Fin de mandat   | Parti                                                   | Gouvernement                                                                                |
| -- | ---------------------- | --- | --------------- | --------------- | ------------------------------------------------------- | ------------------------------------------------------------------------------------------- |
| 1  | Jean Lèques            |     | 28 mai 1999     | 3 avril 2001    | RPCR                                                    | Gouvernement Lèques                                                                         |
| 2  | Pierre Frogier         |     | 5 avril 2001    | 10 juin 2004    | RPCR                                                    | Gouvernement Frogier I Gouvernement Frogier II                                              |
| 3  | Marie-Noëlle Thémereau |     | 10 juin 2004    | 6 août 2007     | L'Avenir ensemble                                       | Gouvernement Thémereau I Gouvernement Thémereau II                                          |
| 4  | Harold Martin          |     | 6 août 2007     | 5 juin 2009     | L'Avenir ensemble                                       | Gouvernement Martin I Gouvernement Martin II                                                |
| 5  | Philippe Gomès         |     | 5 juin 2009     | 3 mars 2011     | Calédonie ensemble                                      | Gouvernement Gomès                                                                          |
| 6  | Harold Martin          |     | 3 mars 2011     | 5 juin 2014     | L'Avenir ensemble                                       | Gouvernement Martin III Gouvernement Martin IV Gouvernement Martin V Gouvernement Martin VI |
| 7  | Cynthia Ligeard        |     | 5 juin 2014     | 1er avril 2015  | Le Rassemblement                                        | Gouvernement Ligeard                                                                        |
| 8  | Philippe Germain       |     | 1er avril 2015  | 6 juillet 2019  | Calédonie ensemble                                      | Gouvernement Germain I Gouvernement Germain II                                              |
| 9  | Thierry Santa          |     | 6 juillet 2019  | 16 juillet 2021 | L'Avenir en confiance-Le Rassemblement-Les Républicains | Gouvernement Santa                                                                          |
| 10 | Louis Mapou            |     | 16 juillet 2021 | 15 janvier 2025 | FLNKS-UNI-Palika                                        | Gouvernement Mapou                                                                          |
| 11 | Alcide Ponga           |     | 16 janvier 2025 | En fonction     | Le Rassemblement-Les Républicains                       | Gouvernement Ponga                                                                          |